# 科学松鼠会
科学松鼠会是一个2008年4月28日创办的中文群体博客，也是一个科学写作团体。截至2009年2月，定期访问科学松鼠会网站的读者有几十万人，总访问量超过200万人次。科学松鼠会的文章使用知识共享“署名-非商业性使用-禁止演绎”协议发表，但是他们也允许平面媒体在事先联系，并且取得作者授权的前提下刊登他们的文章。

## 名称由来
据站长嵇晓华（笔名姬十三）介绍，科学松鼠会得名于一个比喻，科学松鼠会的成员认为“科学就像难以开启的坚果，虽味美却不易入口”，他们希望能够“像松鼠一样，打开科学的坚硬外壳，让人们领略到科学的美妙。”

## 成员
科学松鼠会的成员自称松鼠，截至2009年2月，科学松鼠会一共有100多只“松鼠”。他们遍布全球，大多数具有理工科背景，站长嵇晓华拥有复旦大学颁发的神经生物学博士学位。他们希望科学松鼠会能够成为“国内最好的科学博客”。

## 历史
2007年11月20日，姬十三与其他数位科学写作者成立科学松鼠会。随后在Google论坛搭建一个私密论坛。
2008年3月，开始广泛招募新人。
2008年4月13日，在北京37度书吧聚会，提出建立群博的设想。Gerry承担了技术工作。
2008年4月22日，群博上线，开始内测。
2008年4月28日，科学松鼠会群博正式上线。
2008年11月27日，科学松鼠会在第五届德国之声国际博客大赛取得“最佳国际博客公众奖”的荣誉。
2009年初，科学松鼠会从近700篇文章里面选取54篇交由上海三联书店出版，定名《当彩色的声音尝起来是甜的》（ISBN 978-7-5426-2945-6）。这本科学松鼠会成员的作品集受到了读者的认同，首印的6000本书籍很快售罄，出版社又加印5000本应对市场需求。另一方面，这本书也获得了中国科技新闻学会副理事长赵致真、北京大学生命科学学院院长饶毅等专业人士的认可。
2009年1月15日，科学松鼠会“人气蹿红”的现象入选“2008年度中国十大科普事件”（与太空出舱行走是并列的）。
2021年6月4日，因成员Ent_evo于微博发布反驳“‘人体70%是水’是日军731部队把活的中国人蒸干得出的结论”的文章，指人體含水量不是因731部隊才知道，而是1863年用屍體脫水测得，遭到中国大陆民间和官方舆论共同声讨。之后，科学松鼠会发布致歉声明并宣布其官方新浪微博永久停更。截至2020年1月，松鼠会官网也已停止更新。

## 线下活动
科学松鼠会还开展一些线下活动，比如科普演讲和由专业人士点评的“小姬看片会”等等，参加这些活动需要通过网络报名。
科学松鼠会的活动目前主要依靠核心成员贡献自己的金钱和时间，不过科学松鼠会也不排斥寻求赞助商提供适当的赞助。

## 网站
有众多网站受科学松鼠会公益支持，包括其官方网站科学松鼠会。

### 果壳网
与科学松鼠会在运营上完全独立，但主要由科学松鼠会公益支持。

### 官方网站
科学松鼠会官网包括科学松鼠会论坛、科学松鼠会及其合作伙伴的科普作品（即群博），还有科学松鼠会的介绍。

#### 首页
网站首页有六大板块——原创、资讯、活动、译文、专题、论坛的连接。
本模块还展示松鼠会及其合作伙伴的最新科普作品。
同时，首页设有公告、最新活动、最新专题、媒体导读、据点和标签等模块。

#### 科学松鼠会论坛
论坛包括取自“松下问童子”之意的松下问答、森林交响、树洞专线和松鼠学堂等板块。其中，申请加入科学松鼠会需在“松鼠学堂”板块留下“投名状”。

## 备注
1. ↑  Webarchive显示网站处于出售状态，何时未知